# Leda mit dem Schwan

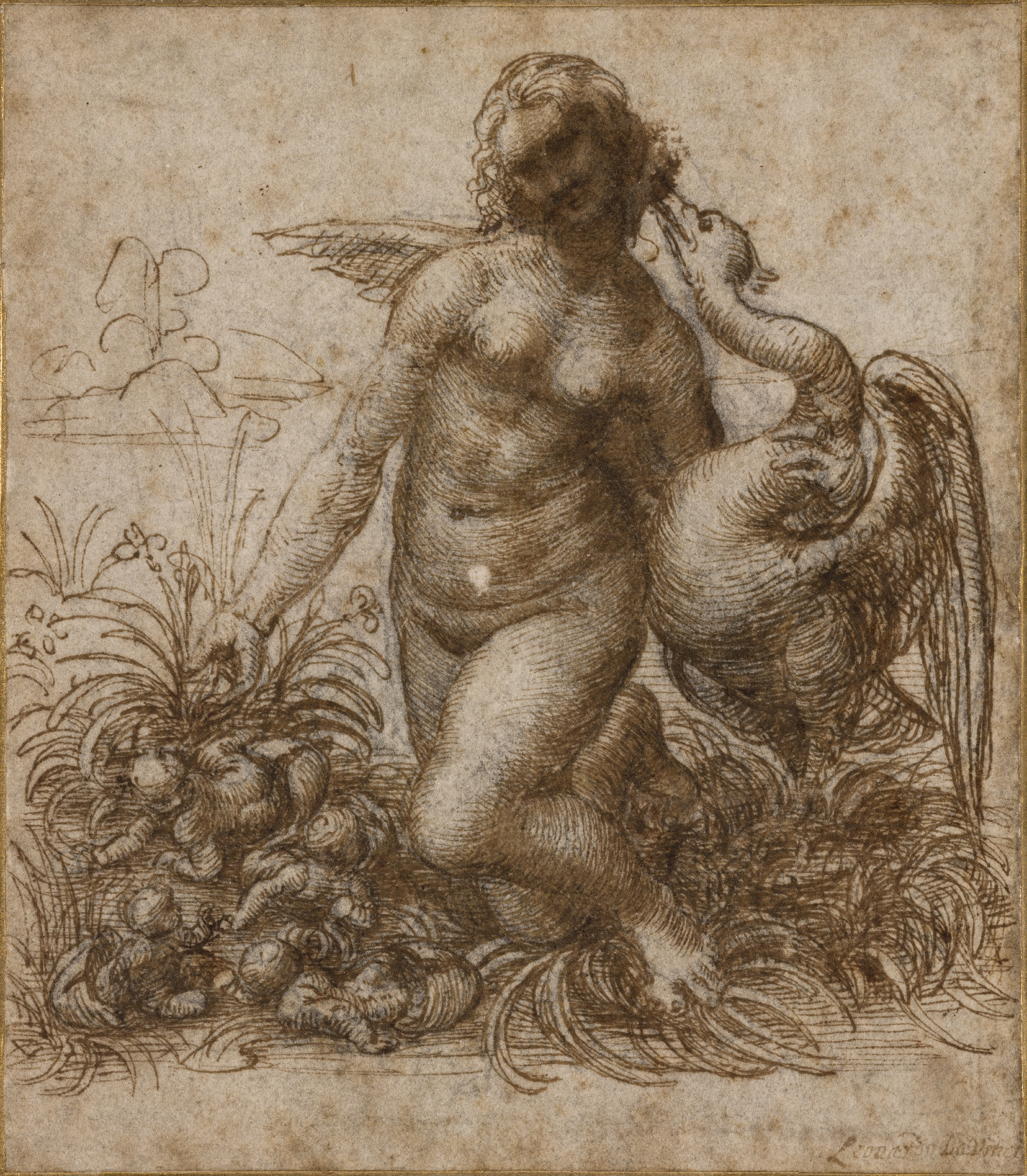
Studie Leonardos

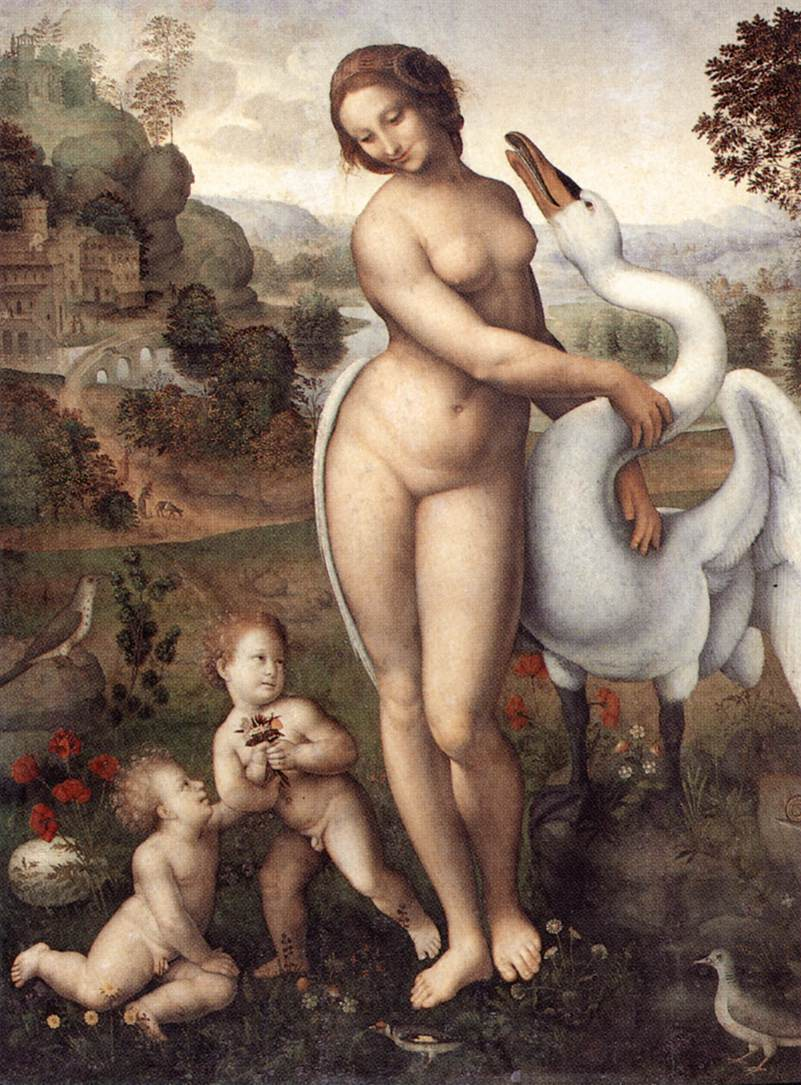
Vermutlich Il Sodoma: Kopie nach Leonardo

Leda mit dem Schwan war ein Gemälde des Leonardo da Vinci, das die mythologische Königstochter Leda mit einem Schwan zeigte. Das Gemälde, von dem möglicherweise auch mehrere von Leonardo geschaffene Versionen existiert haben, ist nicht erhalten.

## Motiv: Leda mit dem Schwan
Der griechischen Sage zufolge verliebte sich Zeus in Leda, näherte sich ihr in der Gestalt eines Schwanes und schwängerte sie. Doch auch Ledas Mann Tyndareos schlief in dieser Nacht mit ihr. Leda gebar zwei Eier mit vier Kindern – Helena, Polydeukes (lateinisch Pollux), Klytaimnestra und Kastor. In einigen Versionen ist es nur Helena, die aus einem Ei schlüpft, in anderen werden Kastor und Polydeukes aus demselben Ei geboren.
In der Kunstgeschichte war Leda mit dem Schwan lange ein beliebtes erotisches Motiv. Ein weiteres berühmtes Gemälde der Leda schuf Michelangelo um 1530; es ging aber ebenfalls verloren.
Von Leonardo da Vinci sind zwei Bildkompositionen einer Leda mit dem Schwan überliefert. Der frühere Entwurf zeigt Leda kniend in der Bildmitte, dem Betrachter zugewandt, sich mit der rechten Hand abstützend, das linke Bein aufgestellt. Mit der Linken umfasst Leda den Hals des rechts neben ihr stehenden Schwans, wobei sich die überlieferten Skizzen darin unterscheiden, dass Leda sich mit ihrem Kopf dem Schwan einmal zuneigt, das andere Mal leicht abwendet. Im linken Vordergrund sind zwischen Gräsern und Blättern angedeutet Eierschalen sowie vier Putten zu erkennen.
Die jüngere Bildkomposition zeigt Leda stehend, den Oberkörper dem rechts danebenstehenden Schwan zugeneigt, den sie mit beiden Händen umfasst, das zur Seite geneigte Gesicht ist dem Betrachter zugewandt, der Blick gesenkt. Der Schwan blickt Leda mit zurückgelegtem Kopf an. Anders als bei dem früheren Entwurf steht der Schwan erhöht, so dass sein Kopf trotz des weit nach hinten gebogenen Halses bis zur Schulter Ledas reicht. Die Flügel des Schwans sind weit ausgebreitet, mit seinem rechten Flügel umfasst der Schwan Ledas Körper und rahmt ihn dadurch ein.
Die erhaltenen Kopien zeigen jeweils die Bildfassung der stehenden Leda, wobei im linken Vordergrund teils nur zwei Putten mit einem geschlossenen Ei, teils vier Putten mit zerbrochenen Eierschalen dargestellt sind (Helena, Pollux, Kastor und Klytaimnestra). Im Bildhintergrund erscheint jeweils eine idealisierte Landschaft, wie sie zu dieser Zeit typischerweise dargestellt wurde und sich z. B. auch im Hintergrund der Mona Lisa oder der Anna selbdritt findet.

## Geschichte des Gemäldes
Es ist kein originales Gemälde erhalten, lediglich Kopien anderer Künstler und zeichnerische Studien und Skizzen Leonardos sind überliefert.

### Früher Entwurf: Kniende Leda
Leonardos älteste Zeichnungen, die als Vorstudien einem Leda-Gemälde zugeordnet werden können, werden auf das Jahr 1504 datiert. Sie zeigen einen knienden weiblichen Akt. Diese Studien werden heute in der Bibliothek von Windsor Castle aufbewahrt. Zwei weitere, wohl etwas jüngere Zeichnungen zeigen Leda, die sich einem Schwan zuwendet, neben einem Ei und die sich erhebende Leda neben zwei geöffneten Eierschalen. Es ist unbekannt, ob Leonardo die Bildidee der knienden Leda tatsächlich in einem Gemälde umsetzte.

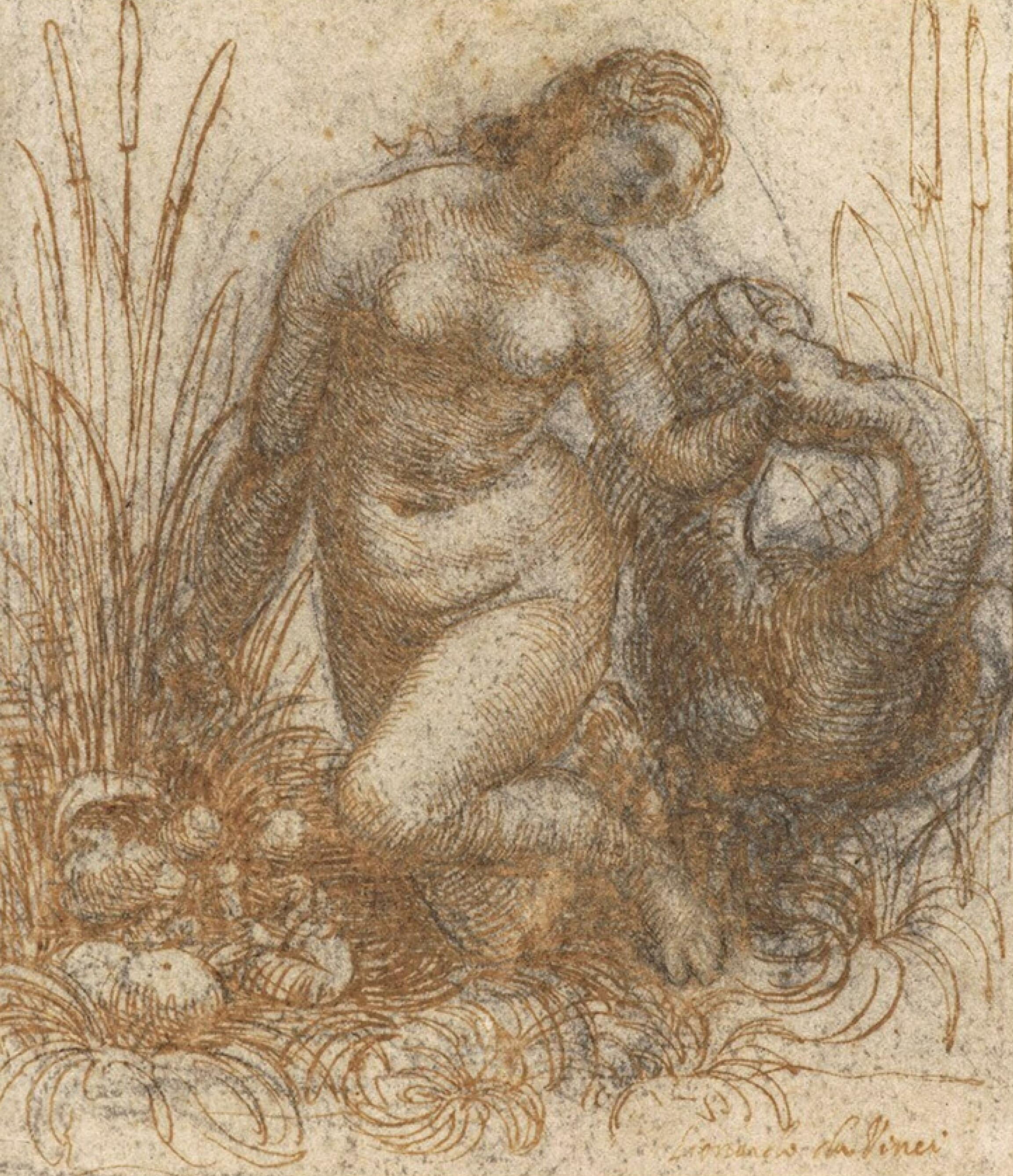
Leonardo da Vinci: Studie für eine Kniende Leda, um 1503–1507, Museum Boijmans Van Beuningen, Rotterdam
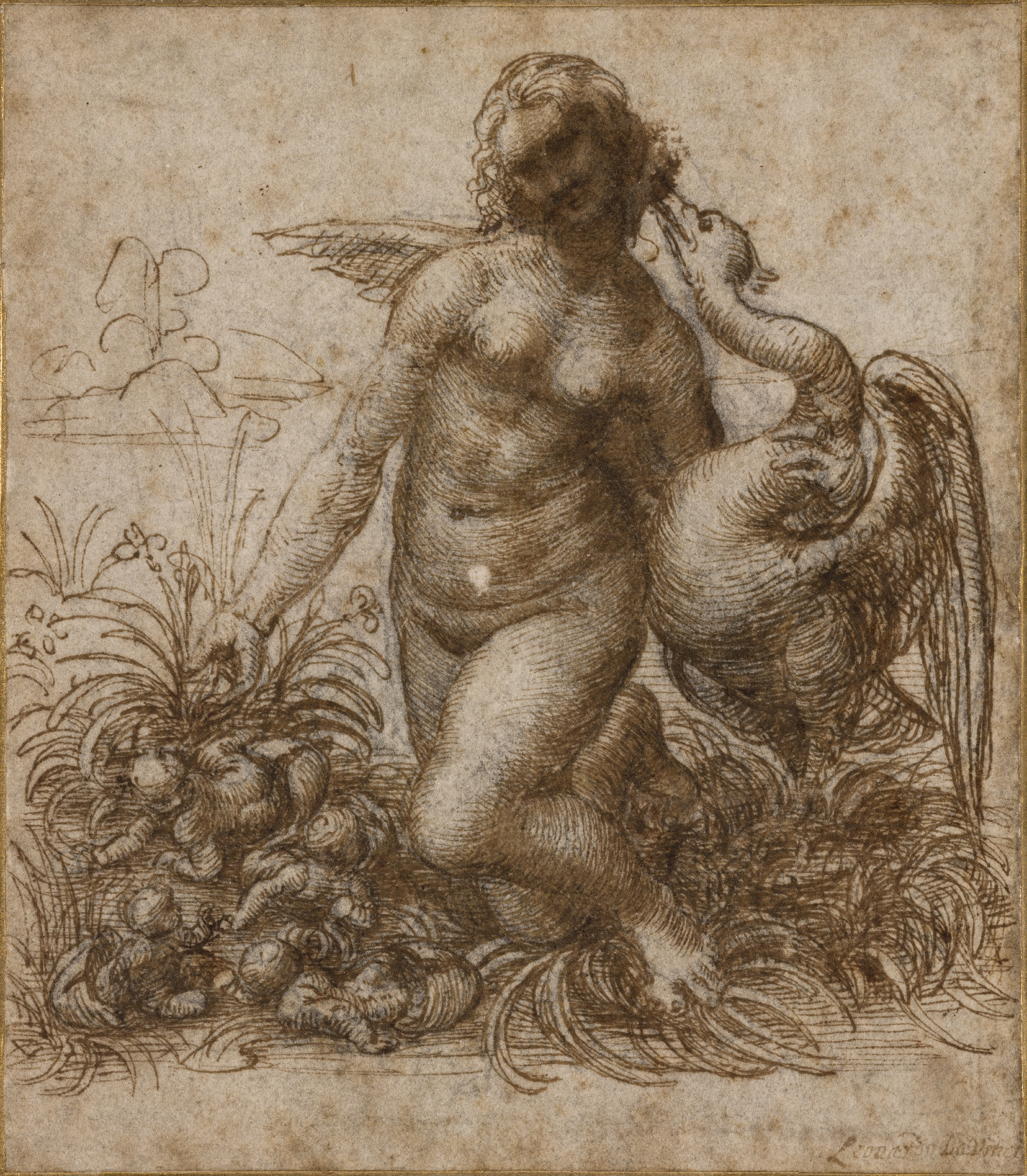
Leonardo da Vinci: Studie für eine Kniende Leda, Devonshire Collection, Chatsworth House, England

### Späterer Entwurf: Stehende Leda
Zwischen 1505 und 1507 lassen sich drei weitere Skizzen Leonardos datieren, die eine stehende Leda zeigen. Man nimmt an, dass Leonardo hiermit seine Bildkomposition für das vermutlich vor 1510 ausgeführte Gemälde verfeinerte. Die Bildkomposition mit der stehenden Leda wurde damit auch Vorbild für die verschiedenen erhaltenen Kopien. Das originale Gemälde soll sich 1625 im Schloss Fontainebleau befunden haben, wo es noch 1692 in den Bestandslisten geführt wird. Danach verliert sich die Spur des Gemäldes.

## Kopien
Es sind heute mehrere Bilder bekannt, von denen man annimmt, dass sie die verschollene Vorlage wiedergeben könnten. Sämtliche Kopien weichen in Details der Komposition mehr oder weniger stark voneinander ab.
Das einzige erhaltene Gemälde, das Leonardos Entwürfe einer knienden Leda aufnimmt, ist die heute in Kassel aufbewahrte Kniende Leda mit ihren Kindern des Leonardo-Schülers Giampietrino.
Eine frühe, auf 1510–1513 datierte Kopie eines Gemäldes, das die stehende Leda mit dem Schwan zeigt, die sogenannte Spiridon-Leda, soll aus dem Atelier Leonards vom Maler Francesco Melzi stammen; sie wird heute in den Uffizien in Florenz aufbewahrt.
Eine weitere, lange Zeit Leonardo zugeschriebene Kopie des Gemäldes der stehenden Leda mit dem Schwan, Öl auf Leinwand im Format 112 × 86 cm, entstanden 1510–1515, befindet sich heute in der Galleria Borghese. Sie weist große Ähnlichkeit mit einer im Louvre aufbewahrten Rötelzeichnung auf, die ebenfalls direkt nach dem Gemälde Leonardos entstanden sein könnte.
Eine der Kopien weicht stark vom Original ab, indem dort die Figur des zum Schwan verwandelten Zeus durch eine Darstellung Cupidos, der auf einem Schemel steht, ersetzt ist. Die Figur der Leda, in dieser Version zur Venus umgedeutet, ist jedoch in Haltung und Ausdruck sehr ähnlich den übrigen überlieferten Kopien und Skizzen dargestellt. Anders als dort ist die Szene hier jedoch nicht in freier Natur bzw. einer idealisierten Landschaft, sondern in einem Innenraum mit ornamental gestalteten Bodenfliesen angesiedelt. Dieses Gemälde, Öl auf Holz im Format 112 × 60 cm, das von dem italienischen Maler Giampietrino geschaffen wurde, der dem Kreis um Leonardo da Vinci zugerechnet wird, wird auf 1510–1520 datiert und befindet sich heute in einer Privatsammlung in Mailand. Eine weitere näher am Original erstellte Kopie Giampietrinos befindet sich in der Sammlung C. Gibbs in London.

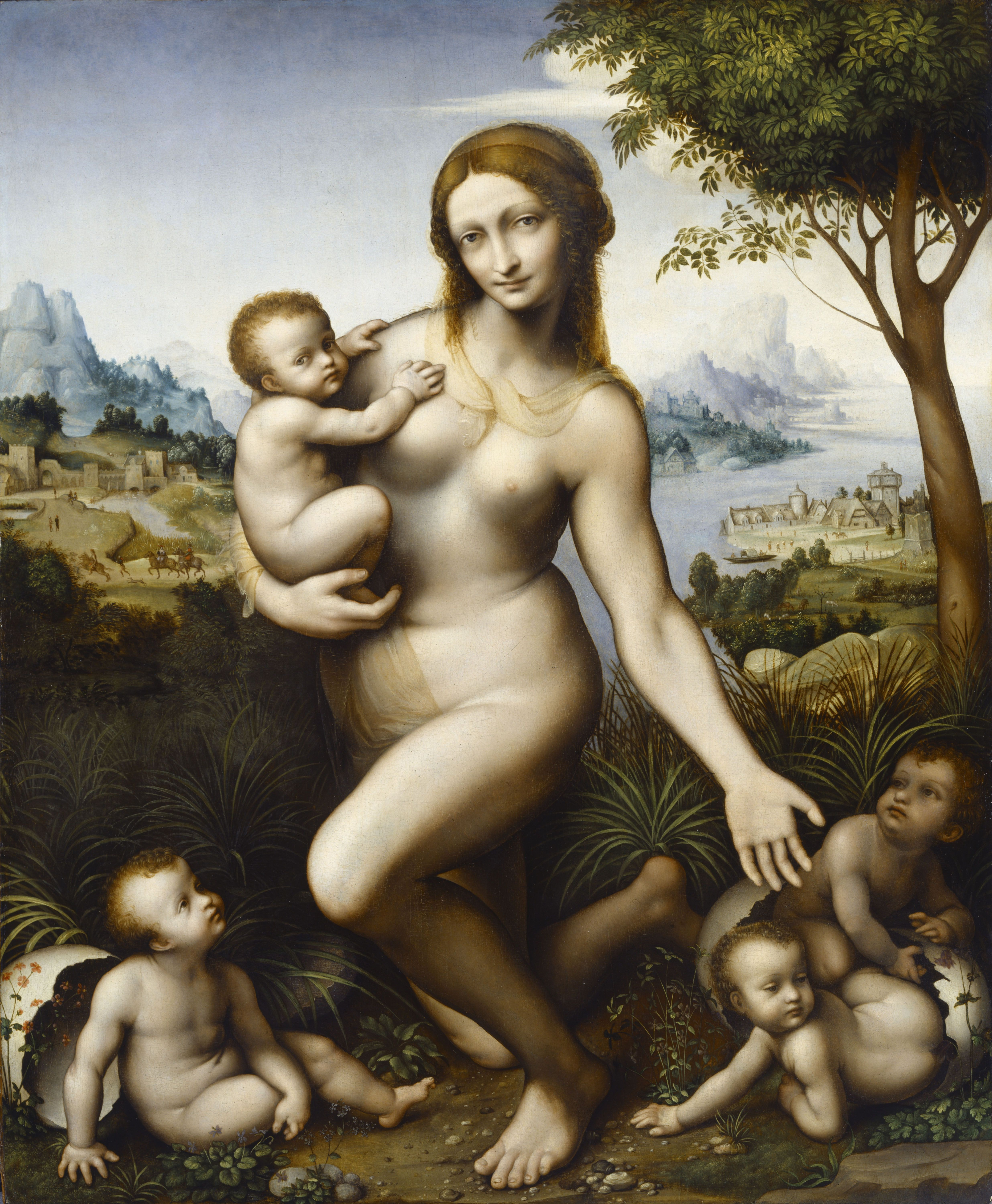
Kniende Leda mit ihren Kindern, Giampietrino, 1515/20, Öl auf Holz, Gemäldegalerie Alte Meister, Kassel
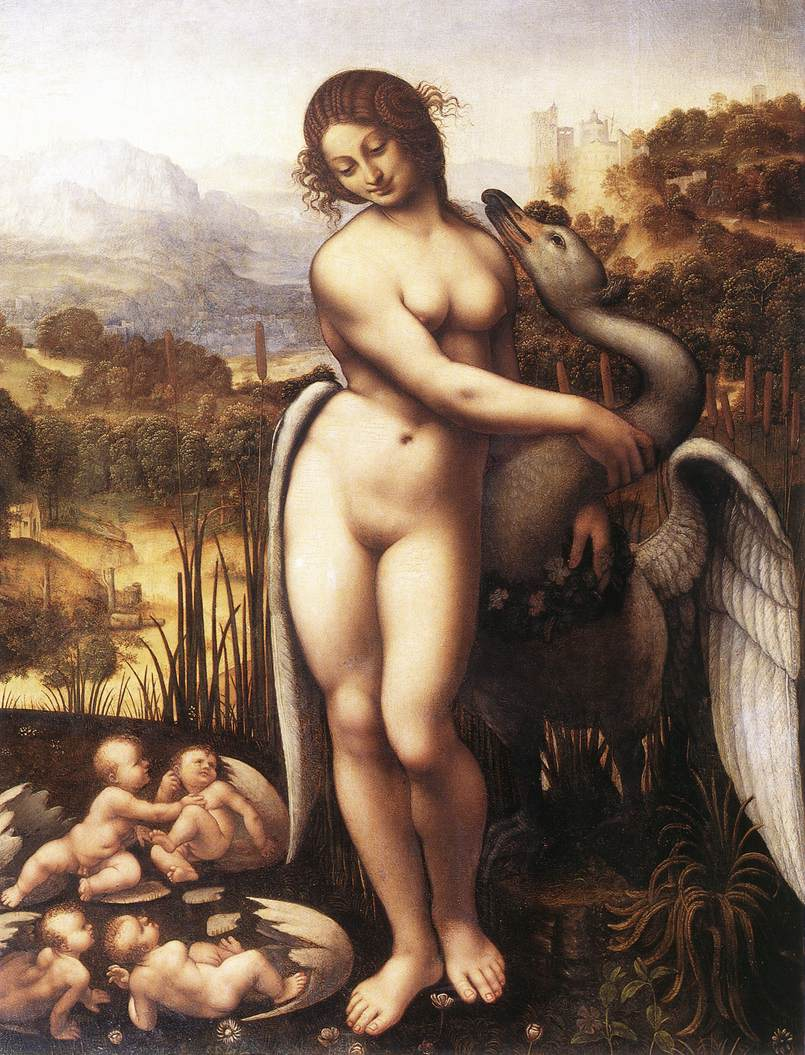
Leda und der Schwan, Kopie von Cesare da Sesto, 1515–1520. Öl auf Leinwand, Wilton House, England
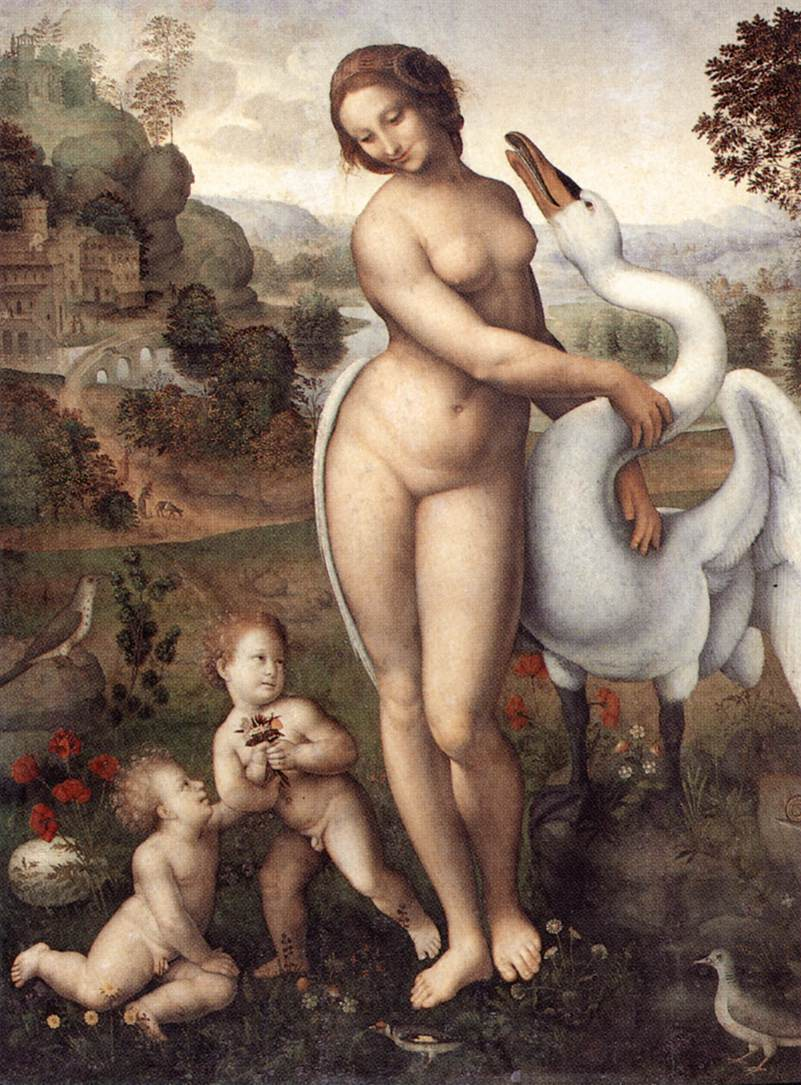
Leda und der Schwan, Il Sodoma zugeschriebene Kopie, um 1510–1515. Tempera auf Holz, Galleria Borghese, Rom.
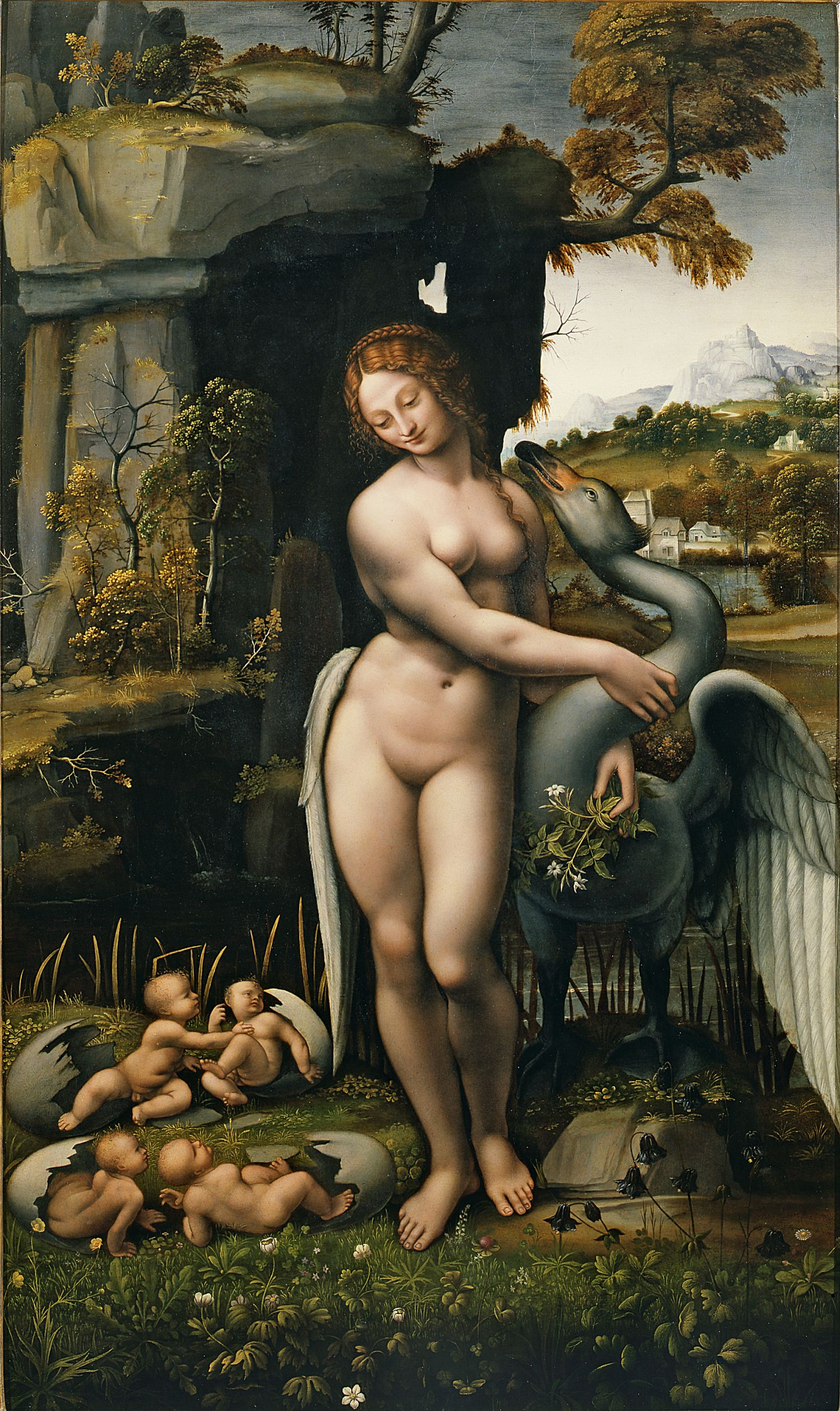
Spiridon Leda, Francesco Melzi zugeschriebene Kopie, um 1515. Galleria degli Uffizi, Florenz
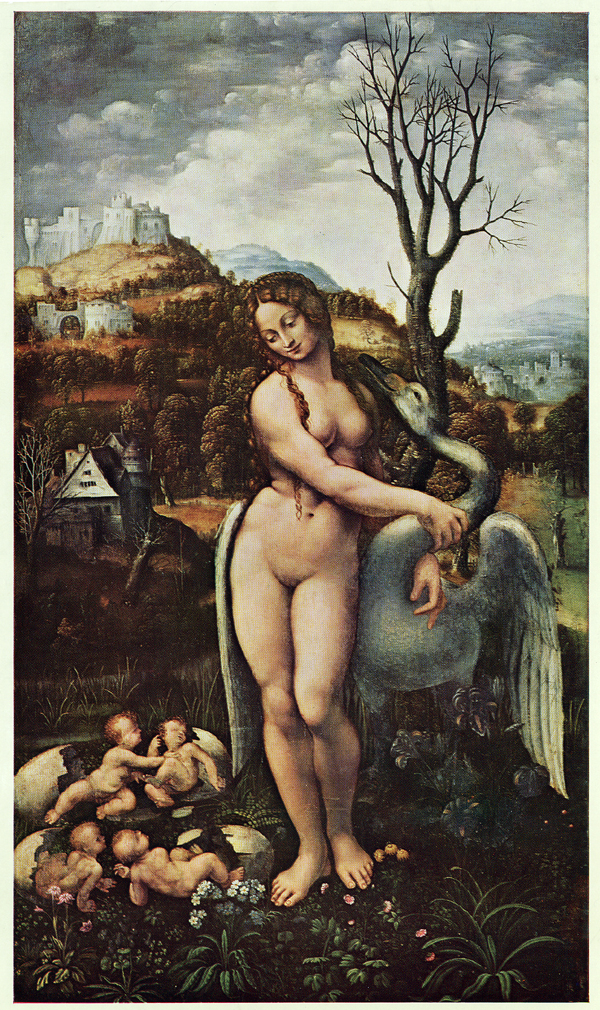
Leda und der Schwan, 16. Jahrhundert, Öl auf Holz, Philadelphia Museum of Art, USA
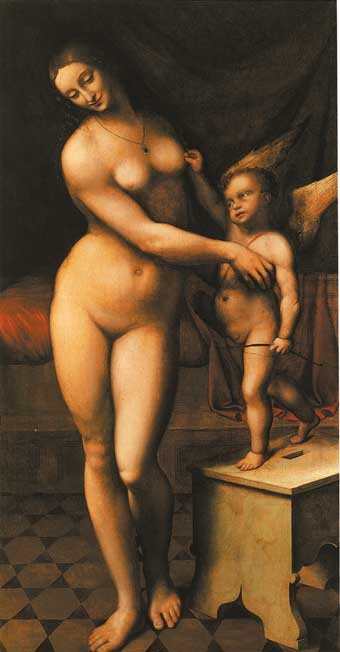
Venus und Cupido von Giampietrino. Öl auf Leinwand, Privatsammlung, Mailand.
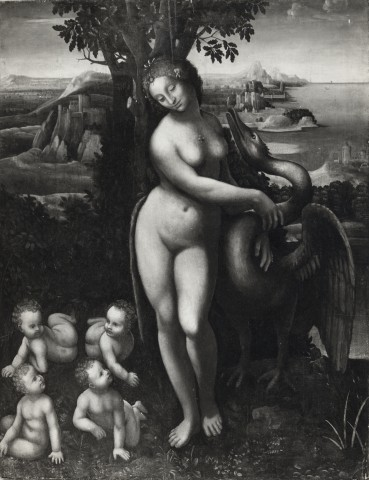
Giampietrino: Leda und der Schwan. Sammlung C. Gibbs, London.

## Spiridon-Leda
Die heute als Spiridon-Leda bezeichnete Kopie aus dem Kreis der Leonardo-Schüler wurde erstmals bei einer Ausstellung 1874 in Paris als Teil der Sammlung des Marquis de la Rozière erwähnt. Die Familie de la Rozière vererbte das Gemälde an den Freiherrn von Roublé, dessen Witwe es an Ludovico Spiridon verkaufte. 1939 zeigte die Gräfin Margherita Gallotti-Spiridon „ihre Leda“ auf einer Leonardo-Ausstellung in Mailand. Kurz darauf weckte das Gemälde Adolf Hitlers Interesse, der es 1941 durch den Prinzen Philipp von Hessen von der Gräfin kaufen und nach Deutschland bringen ließ. Die Amerikaner fanden es dort bei Kriegsende vor.
1948 wurde die Spiridon-Leda zusammen mit dem Diskobolos auf Vermittlung des Unterhändlers Rodolfo Siviero an Italien retourniert, denn die italienische Regierung betrachtete Ankäufe italienischer Kunstwerke während der NS-Zeit als illegale Exporte, da Mussolini sich über die strengen Ausfuhrgesetze hinweggesetzt hatte. Die Amerikaner betrachteten diese Kunstwerke ihrerseits als Kriegsbeute, die sie der italienischen Regierung als Ersatz für andere zerstörte Werte oder Objekte zuerkannten und übergaben. Die italienische Regierung gab die Kunstwerke, soweit es sich um „Raubgut“ handelte, an die rechtmäßigen Eigentümer zurück.
Im Fall der Spiridon-Leda versuchte die Gräfin Spiridon ebenfalls, das Werk zurückzuerhalten, und gab an, sie habe dies erheblich unter Wert verkaufen müssen. Wie sich später herausstellte, hatte Gräfin Spiridon jedoch einen weit höheren Kaufpreis erhalten als zunächst angegeben. Es konnte nachgewiesen werden, dass die Gräfin sich selbst um den Verkauf des Gemäldes bemüht hatte, und dass der verlangte Kaufpreis voll bezahlt worden war. Mit einem „Nun-sei-bedankt-mein-lieber-Führer“-Brief habe die Gräfin ein handschriftliches Schreiben Hitlers beantwortet. Gräfin Spiridon wurde daraufhin wegen Betruges angeklagt.
Heute befindet sich das Gemälde im Besitz des italienischen Staates; es wird in den Uffizien in Florenz aufbewahrt.